# Олег Саленко
Олег Анатољевич Саленко (рус. Олег Анатольевич Саленко, укр. Олег Анатолійович Саленко, Лењинград, 25. октобар 1969) бивши је руски и украјински фудбалер који је играо на позицији нападача. 
Најпознатији је по томе што је успео да постигне пет погодака на једној утакмици Светског првенства. Тај подвиг остварио је на Светском првенству 1994. у САД на утакмици групне фазе против Камеруна, што му је помогло да постане најбољи стрелац првенства заједно са Христом Стоичковим.

## Биографија

### Клупска каријера
Саленко је рођен 25. октобра 1969. у Лењинграду. Отац му је украјинског, а мајка руског порекла. Себе је сматрао Совјетом и тако се изјашњавао. Поникао је у млађим категоријама фудбалског клуба Дружба (Красноје Село) и Смена Лењинград.
Дебитовао је за први тим Зенита са 16 година против Динама из Москве. Меч је одигран у Москви 1. марта 1986. године, Саленко је ушао у игру као замена и постигао победоносни гол за 4:3 у корист Зенита. Одмах је постао љубимац навијача. Прешао је из Зенита у кијевски Динамо 1989. године. У октобру 1992, провео је две недеље у енглеском клубу Тотенхем хотспур - одиграо је два контролна меча, од којих је у једном постигао хет-трик, а у другом је дао један гол. Руководство клуба било је спремно да потпише уговор са Саленком, али није добио дозволу за рад у Енглеској од локалне фудбалске федерације.
Почетком 1993. прешао је у шпански Логроњес, који је у то време био аутсајдер у првенству Шпаније. У Примери је дебитовао 14. фебруара 1993. на гостујућој утакмици против Селте, где је тим изгубио 0:2. Међутим, већ у следећој утакмици био је у првој постави и постигао је гол у 78. минуту. Тадашњи тренер Аимар дао је Саленку потпуну слободу игре у нападу, потпуно га ослобађајући од дефанзивних дужности. Као резултат тога, Саленко је постигао 7 голова у 16 утакмица. На крају сезоне, потписао је трогодишњи уговор са Логроњесом. У сезони 1993/94. Саленко је био најбољи стрелац тима. У 6. колу у утакмици против Атлетика из Билбаа постигао је хет-трик и тако постао први играч са простора бившег Совјетског Савеза, који је то урадио у Примери. Дао је 16 голова на 31 мечу у Примери, у сезони 1993/1994.
Године 1995. је прешао у Глазгов Ренџерс, уговор је потписао на три године. Била му је жеља да игра у Лиги шампиона и на вишем нивоу такмичења. Међутим, у Шкотској се није дуго задржао. Према Саленковим речима, било му је досадно шкотско првенство, опљачкана му је кућа у којој је живео, и све је то утицало на његове слабије партије. Када се појавила могућност да пређе у турски Истанбул, Саленко је без оклевања потписао за тај клуб.
У првој сезони у Турској постао је један од најбољих стрелаца у тиму, али већ је за следећу сезону био ван игре. Саленко је признао да је још у Шкотској почео да осећа болове у колену. Одлучио се за операцију. Међутим, процес лечења и опоравка је био дугачак и није успео у потпуности да се врати у претходну форму. Фудбалску каријеру завршио је 2001. године.
У првенству Совјетског Савеза одиграо је укупно 111 мечева, постигао је 28 голова. У европским такмичењима има скор — 24 утакмице, 7 голова (22 (7) - Динамо Кијев и 2 (0) - Глазгов Ренџерс).

### Репрезентација
Једину утакмицу за репрезентацију Украјине одиграо је 29. априла 1992. године. То је био пријатељски меч са мађарском репрезентацијом (1:3), први меч у историји репрезентације Украјине.
Дебитовао је 17. новембра 1993. за репрезентацију Русије у мечу квалификација за Светско првенство 1994. против Грчке у Атини.
До сада је једини фудбалер који је успео да постигне пет погодака на једној утакмици Светског првенства. Тај подвиг је остварио на Светском првенству 1994. у САД на утакмици групне фазе против Камеруна, што му је помогло да постане најбољи стрелац првенства заједно са Стоичковим, са 6 погодака укупно. Такође је једини играч до сада који је био најбољи стрелац на сениорском и на Првенству света за узраст до 20 година.
Саленко је одиграо укупно 9 репрезентативних мечева, од тога 8 за Русију и један за Украјину.
- Голови Олега Саленка за фудбалску репрезентацију Русије.

| #  | Датум         | Место    | Противник | Гол  | Резултат | Такмичење               |
| -- | ------------- | -------- | --------- | ---- | -------- | ----------------------- |
| 1. | 24. јун 1994. | Понтијак | Шведска   | 1: 0 | 1 : 3    | Светско првенство 1994. |
| 2. | 28. јун 1994. | Станфорд | Камерун   | 1: 0 | 6 : 1    | Светско првенство 1994. |
| 3. | 28. јун 1994. | Станфорд | Камерун   | 2: 0 | 6 : 1    | Светско првенство 1994. |
| 4. | 28. јун 1994. | Станфорд | Камерун   | 3: 0 | 6 : 1    | Светско првенство 1994. |
| 5. | 28. јун 1994. | Станфорд | Камерун   | 4: 1 | 6 : 1    | Светско првенство 1994. |
| 6. | 28. јун 1994. | Станфорд | Камерун   | 5: 1 | 6 : 1    | Светско првенство 1994. |

## Трофеји
- Најбољи стрелац Светског првенства 1994.
- Првенство Совјетског Савеза : 1990.
- Куп Совјетског Савеза : 1990.
- Шампионат Европе до 19 година : 1988.
- Најбољи стрелац Светског првенства до 20 година: 1989.

## Приватни живот
Ушао је у историју као први тренер репрезентације Украјине у фудбалу на песку. Живи у Кијеву. Године 2014. био је тренер аматерског тима Тајгер из села Гогољев, Кијевска област.
Ожењен је Ирином са којом има два сина, Александра и Романа.